# Такаратё (станция)
Станция Такаратё (яп. 宝町駅 такаратё: эки) — железнодорожная станция на линии Асакуса, расположенная в специальном районе Тюо в Токио. Станция обозначена номером A-12. Станция была открыта 28 февраля 1963 года. На станции установлены автоматические платформенные ворота.

## Планировка станции
Две платформы бокового типа и два пути.
| 1 | ○ Линия Асакуса | Сэнгакудзи, Ниси-Магомэ, Аэропорт Ханэда, Мисакигути               |
| 2 | ■ Линия Асакуса | Нихонбаси, Осиагэ, Аэропорт Нарита, Инба-Нихон-Идай, Сибаяма-Тиёда |

## Близлежащие станции
| «                    |  | Линия         |  | »                |
| -------------------- |  | ------------- |  | ---------------- |
| Хигаси-Гиндза (A-11) |  | Линия Асакуса |  | Нихонбаси (A-13) |